# Museo de Historia Regional de Odesa
El Museo de Historia Regional de Odesa (en ucraniano: Одеський історико-краєзнавчий музей) es un museo histórico de Odesa, al sur de Ucrania. Fundado en 1955, está dedicado enteramente a la historia de Odesa y de las zonas circundantes en la orilla septentrional del mar Negro.

## Edificio del museo

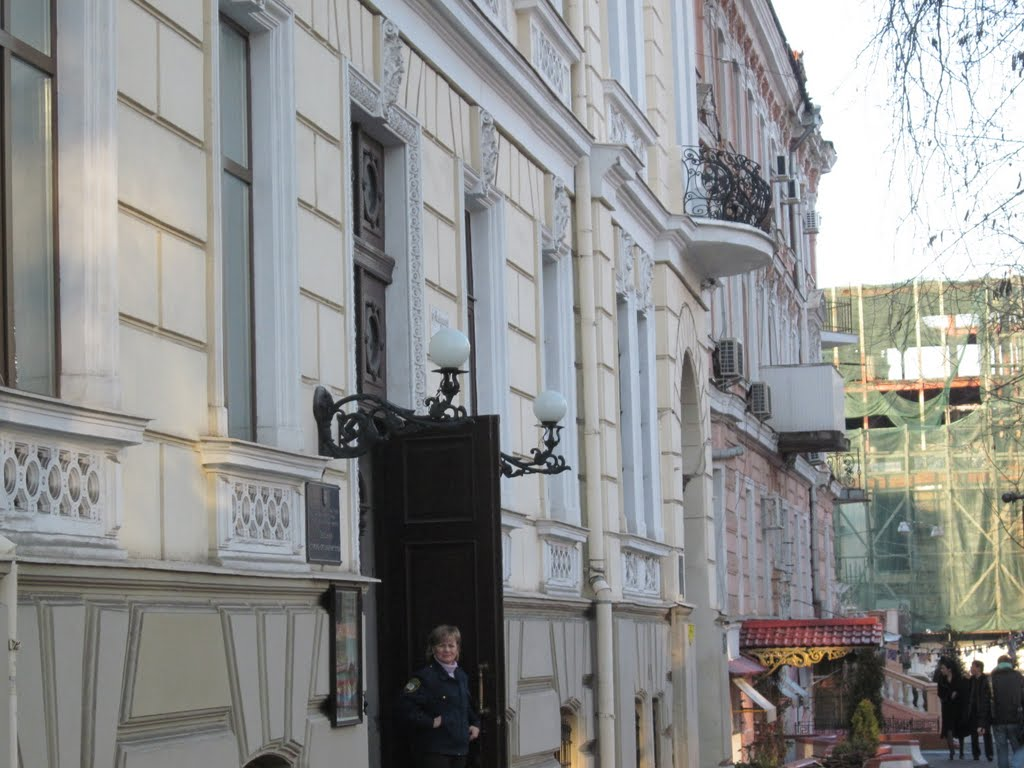
Vista lateral de la fachada del museo

El museo se encuentra en el centro histórico de la ciudad, en una mansión construida en 1876 por el arquitecto odesano de origen polaco Feliks Gąsiorowski.
El edificio fue construido originalmente para servir a Alexander Novikov — de los más prominentes representantes de la élite industrial y comercial ucraniana y nieto del mercader odesano Ilya Novikov, fundador y propietario de la principal fábrica de cables de la región, fundada en 1806.
La arquitectura del edificó, de dos extensas plantas, está basada —como en otros proyectos de Gąsiorowski— en el estilo bajorrenacentista con variaciones de los patrones y moldes prestados de la herencia arquitectónica italiana. La mansión fue conocida hasta finales del siglo xix como la Casa Novikov, siendo adquirida a principios del siglo xx por el Ayuntamiento de Odesa. En 1917, el edificio fue alquilado a la Asamblea de Odesa, y en los próximos años cambiaba de propietarios a menudo (entre otros, servía de club, de librería y de aula de estudios). Su sótano y parte de la planta baja se usaban como vivienda.

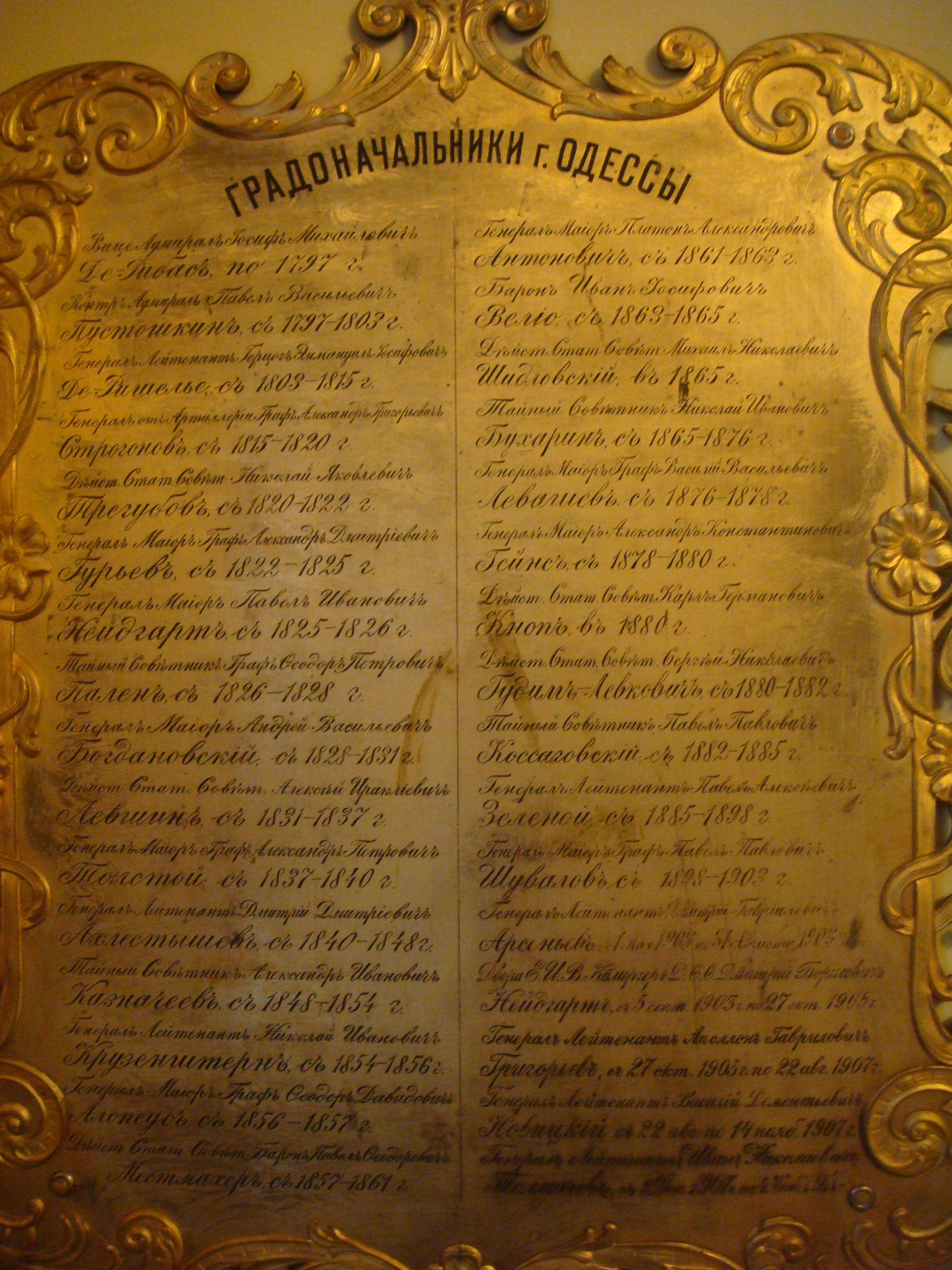
Placa conmemorativa de cobre con los nombres de los alcaldes de Odesa

## Colecciones y especialidades
La colección del Museo de Historia de Odesa comprende alrededor de 120 000 piezas y es considerada una de las más extensas de Ucrania. De los 4000 objetos que forman parte de la exhibición —muchos de los cuales considerados raros—, se incluyen:
- documentos firmados por Catalina la Grande, Grigori Potiomkin, Aleksandr Suvórov, Platon Zubov, Mijaíl Kutúzov, José de Ribas, Louis Alexandre Andrault de Langeron y otros prominentes estadistas;
- material etnográfico y literario de los tiempos del dominio de los cosacos del mar Negro;
- escritos religiosos anteriores al dominio de los cosacos, destacándose entre ellos la Biblia de Ostrozka (1581) y un libro de oraciones de Trebnik (1606);
- planos arquitectónicos y técnicos de los edificios más emblemáticos de Odesa;
- trabajos gráficos, ilustraciones, retratos y grabados de distintos artistas destacados del arte odesano;
- un conjunto de armas usadas por los distintos poderes que han dominado la región, además de ejemplares concretos que pertenecían a personajes famosos;
- objetos relacionados con la industria y el comercio, muy importantes en el desarrollo histórico de Odesa, incluyendo una gran colección numismática, billetes, pólizas, talonarios y distintas piezas de parafernalia;
- un gran acopo de objetos de la historia de la región, incluidos mapas y material cartográfico, metalurgia, iconología, y utensilios domésticos.

## Exhibiciones
Las exhibiciones del museo se reparten en 12 salas expositivas (halls), divididas entre las dos plantas de la mansión, que actualmente incluyen las siguientes exposiciones permanentes:
- Stara Odesa: La vieja Odesa (exhibición que ocupa la mayor parte de la segunda planta).
- Odesa en los últimos años de la Segunda Guerra Mundial, 1941-1945.
- Armas de colección: La historia contada a través de las armas de las personas que lucharon y murieron por el control de la región.
- La estepa ucraniana.

## Jardín de las Estatuas
El patio del museo, llamado Jardín de las Estatuas, aloja a algunas de las estatuas del Monumento a los Fundadores de la Ciudad que sobrevivieron la destrucción:

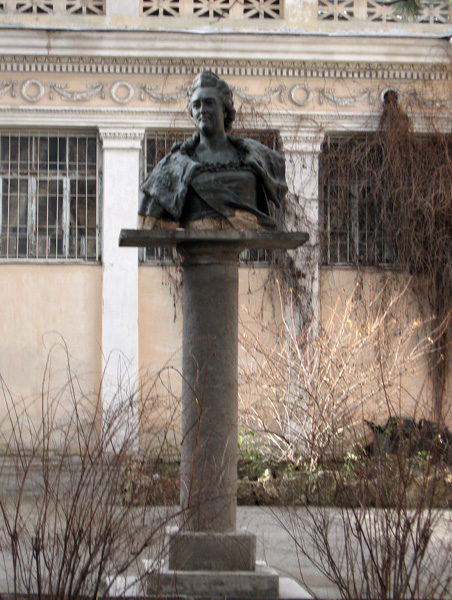
Catalina la Grande
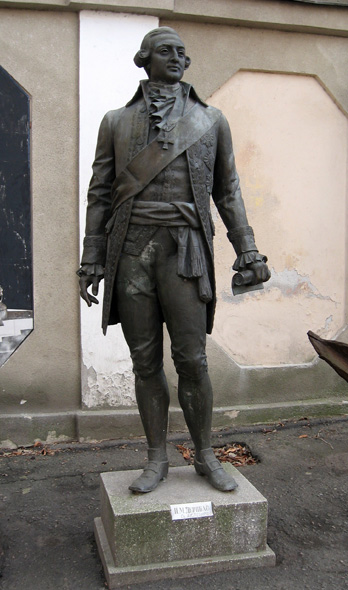
José de Ribas
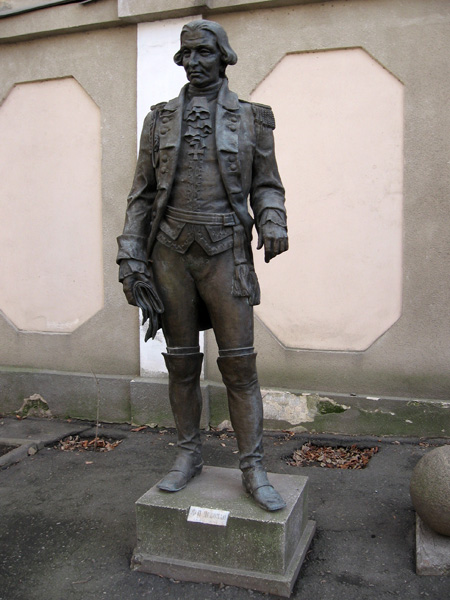
Franz de Volán
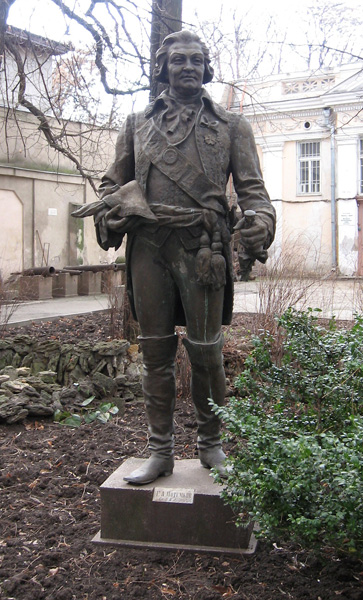
Grigori Potiomkin
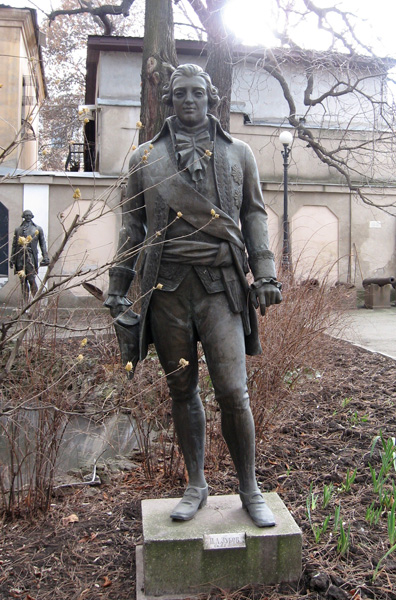
Platon Zubov